# Metetí
Metetí è un comune (corregimiento) della Repubblica di Panama situato nel distretto di Pinogana, provincia di Darién. Si estende su una superficie di 869,5 km² e conta una popolazione di 7.976 abitanti (censimento 2010).
È sede del vicariato apostolico del Darién e ospita la cattedrale del vicariato, dedicata a Nostra Signora di Guadalupe.